# Oleh Dančenko
Oleh Serhijovyč Dančenko (in ucraino Олег Сергійович Данченко?; Zaporižžja, 1º agosto 1994) è un ex calciatore ucraino, di ruolo centrocampista.